# Sigfrid
Sigfrid ist ein männlicher Vorname, die althochdeutsche und skandinavische Variante des Namens Siegfried.

## Bekannte Namensträger
- Sigfrid Vilhelm Arnell (1895–1970), schwedischer Botaniker
- Siegfried Berliner (1884–1961), deutscher Physiker, Dozent und Hochschullehrer
- Sigfrid Edström (1870–1964), schwedischer Unternehmer und Sportfunktionär
- Sigfrid Gahse (* 1938), deutscher Unternehmer, Wissenschaftler und Künstler
- Sigfrid Gauch (* 1945), deutscher Schriftsteller
- Sigfrid Grundeis (1900–1953), deutscher Pianist
- Sigfrid Henrici (1889–1964), deutscher Offizier
- Sigfrid Karg-Elert (1877–1933), deutscher Musiktheoretiker und Komponist
- Sigfrid Klöckner (1929–2017), deutscher Franziskaner
- Sigfrid Lindström (1892–1950), schwedischer Schriftsteller, Journalist und Übersetzer
- Sigfrid Lundberg (1895–1979), schwedischer Radrennfahrer
- Sigfrid Walther Müller (1905–1946), deutscher Komponist
- Sigfrid Öberg (1907–1949), schwedischer Eishockeyspieler
- Sigfrid Peter (1939–1997), österreichischer Politiker (GRÜNE), Landtagsabgeordneter in Vorarlberg
- Sigfrid Riedel (1918–2018), deutscher General; stellvertretender Minister für Nationale Verteidigung der DDR
- Sigfrid Siwertz (1882–1970), schwedischer Schriftsteller
- Sigfrid Henry Steinberg (1899–1969), deutsch-britischer Historiker und Kunsthistoriker
- Sigfrid von Weiher (1920–2007), deutscher Historiker, Publizist sowie Dozent für Technikgeschichte und Genealoge

Siehe auch:
- Karl Sigfrid (* 1977), schwedischer Politiker (Moderata samlingspartiet), Mitglied des Riksdag
- Siegfried